# Chris Pozniak
Christopher „Chris“ Pozniak (* 10. Januar 1981 in Krakau, Polen als Krzysztof Poźniak) ist ein ehemaliger kanadischer Fußballspieler.

## Karriere
Der in Polen geborene Pozniak wanderte 1990 nach Kanada aus und spielte dort in seiner Jugend an der Scarborough High School, bevor er 1998 im USL College Draft von den Toronto Lynx in der 3. Runde gedraftet wurde. 1999 begann er bei diesem Klub seine Profikarriere in der USL A-League. 2001 wechselte er zum schwedischen Erstligisten Örebro SK, für den er bis Ende 2003 zu 45 Einsätzen kam. Zwischen 2004 und 2006 spielte er beim norwegischen Klub FK Haugesund in der zweiten und dritten Spielklasse des Landes.
2007 kehrte Pozniak nach Nordamerika zurück und unterschrieb einen Vertrag beim neu gegründeten MLS-Team Toronto FC. Nach 22 Einsätzen in seiner ersten MLS-Saison, wurde er beim MLS Expansion Draft 2007 von den wieder gegründeten San José Earthquakes ausgewählt und kurz vor Saisonbeginn im Tausch gegen John Cunliffe an CD Chivas USA abgegeben. Nach nur vier Ligaeinsätzen wurde er von Chivas wieder entlassen und Pozniak schloss sich kurzzeitig den Vancouver Whitecaps an, bevor er erneut den Sprung nach Europa wagte. Beim schottischen Zweitligisten FC Dundee spielte Pozniak am Eröffnungsspieltag gegen Ross County als Testspieler und erhielt kurze Zeit später einen Ein-Jahres-Vertrag.
Im Sommer 2009 kehrte er zu den Whitecaps zurück.

## Nationalmannschaft
Pozniak spielte zwischen 1998 und 2004 in 35 Partien für die kanadischen Auswahlteams U-20 und U-23. Mit der U-20-Auswahl nahm er an der Junioren-WM 2001 in Argentinien teil und kam beim Vorrundenaus der Kanadier in allen drei Partien zum Einsatz. Mit der U-23 spielte er bei den Panamerikanischen Spielen 1999, den Spielen der Frankophonie 2001 und der CONCACAF-Olympiaqualifikation 2004. 
Bereits 2002 gehörte Pozniak erstmals zum Nationalkader und nahm ohne vorherigen Länderspieleinsatz am CONCACAF Gold Cup 2002 teil. Im ersten Gruppenspiel gegen Haiti gab er als Einwechselspieler kurz vor Spielende sein Debüt für die kanadische A-Nationalmannschaft, zudem kam er im Spiel um Platz 3 gegen Südkorea eine Halbzeit lang zum Einsatz. Er gehörte an den nachfolgenden CONCACAF-Meisterschaften in den Jahren 2003, 2005 und 2007 jeweils zum Aufgebot Kanadas und erreichte dabei 2007 erneut den das Halbfinale.

## Trainerkarriere
Am 29. April 2015 übernahm Pozniak den kanadischen Viertligisten Kitchener-Waterloo United Football Club. Zusammen mit der Mannschaft erreichte er in der Regular Season 11 Siege und 2 Niederlagen. Das qualifizierte sich für die Play-offs, dessen Finale gewonnen werden konnte.
Am 1. Februar 2016 wechselte er zum Toronto FC II als Assistenztrainer.